# Crysis
Crysis je akční hra spadající do žánru FPS. Má ji na svědomí německé studio Crytek (autoři úspěšné FPS Far Cry) a vydavatelem je Electronic Arts. Jde o první část z plánované trilogie. Pro tuto hru byl vyvinut nový engine CryEngine 2, který patřil a v současnosti z části ještě patří mezi nejrealističtější enginy na světě. Crysis se odehrává ve fiktivní budoucnosti.

## Singleplayer

### Příběh
Na Lingshanových ostrovech probíhá archeologický výzkum týmu IAS. Korejská armáda ihned po invazi evakuuje veškeré obyvatelstvo a tým archeologů najednou zmizí ze světa.
O sedm dní později nad ostrovem prolétá vojenské letadlo. Nad pobřežím se otevřou vrata nákladového prostoru a z něj vyskakuje 5 vojáků amerických speciálních sil. Když však vojáci začínají otevírat padáky, do jednoho narazí nějaká zvláštní věc a voják padá přímo k zemi. Tento voják speciálních sil, krycí jméno Nomád, je hlavní postava, se kterou zažijete nejlepší dobrodružství poslední doby. Naštěstí na sobě máte nanooblek, který kompenzuje část nárazu, a vy přežijete.
Váš úkol je jednoduchý = najít a osvobodit zmizelé archeology. První kroky vedou k lodi, na které, archeologové připluli. Podivná smrt vašeho kolegy a zmrzlá loď, která se nachází uprostřed rozpálené džungle naznačuje, že se tu děje něco mnohem víc. Následuje čistý důkaz tohoto tušení, něco proráží trup lodi a unese dalšího vašeho parťáka. Následuje pronásledování neznámé věci přes džungli. Jenže, už je moc pozdě na to, abyste vašemu příteli pomohli. Najdete jeho znetvořené tělo a nezbývá nic jiného, než pokračovat v pátrání. Hra vám začne odhalovat své tajemství. Poté, co naleznete vedoucího archeologického výzkumu, který následně zemře, když spustí několik milionů let starou fosílii.
Následuje americká invaze na ostrov, a to v plném rozsahu. Styl hry se rázem změní ze získávání informací na otevřený konflikt dvou mocností. Začíná se odhalovat tajemství celého ostrova a není to jen tak ledajaké tajemství. Hora uprostřed ostrova se začne rozpadat a odhalovat obrovskou mimozemskou loď.
Následuje záchrana posledního přeživšího archeologického týmu a vstup do mimozemské lodi. Náhle se vám odhalí tajemství miliony let staré spící lodi. Po návratu do normálního světa mimo loď vás čeká další zvrat. Úplné zmrazení velké části ostrova a invaze vetřelců. Teď už není na nic čas jen se co nejrychleji dostat z ledového pekla plného nepřátel a chránit přitom vašeho velitele, který má poškozený nanooblek. Když se konečně dostanete ven nečeká vás žádná změna, ba naopak. Počet nepřátel se stupňuje stejně jako linearita akce. Úchvatný je pohled na úpějící zemi pod útokem vetřelců z kabiny „helikoptéry“, kterou budete řídit. Jste svědky totálního stlačení všech amerických sil z ostrova a ústupu na americkou letadlovou loď U.S.S.Constuticion, kde bude váš nanooblek vylepšen pro boj s mimozemšťany. Dále zjistíte, že mimozemská loď vysílá do galaxie M33 nějaký signál. Zdá se, že nařízený jaderný útok na ostrov vše vyřeší, ale opak je pravdou. Následuje expanze „ledové kopule“ a agresivní útok vetřelců na letadlovou loď. Poté, co odrazíte první vlnu nepřátel a nouzově vypnete hlavní reaktor, přichází famózní završení vašeho dobrodružství, i když je vlastně ještě brzy na konec. Na palubě na vás čeká mimozemský bojový stroj, ne zrovna skromných rozměrů. Jeho zničení díky nanoobleku není takový problém. Problém přichází až po jeho zničení, kdy se z vody vynoří mimozemská bitevní loď, proti které byl předcházející stroj jen malou předehrou. Hra končí po jeho zničení a opuštění letadlové lodě.

## Strany ve hře

### Spojenci
V prvních misích se k vám někdy na moment připojí nějaký člen vaší jednotky. V dalších fázích se k vám připojí američtí mariňáci a letecká podpora nebude nic neobvyklého. Po většinu hry však budete hrát sami za sebe a budete se muset spolehnout jen sami na sebe a na vaše taktické schopnosti.
Poručík Jack /Nomád/ Dunn (hlavní postava)
Jste součástí Americké skupiny Delta Force, která patří mezi jednu z nejtrénovanějších a nejelitnějších zvláštních jednotek. Ty jsou poslány, aby prozkoumali asteroid, který narazil na neznámém místě kdesi v Tichém oceánu. Důvod průzkumu je prostý, asteroidu se podařilo udělat obrovskou díru do země a od té doby nese nálepku „podezřele nebezpečný“. Jste vybaven jak mohutným „nano oblekem“, tak i obvyklými zbraněmi a dalšími věcičkami.
Major Laurence /Prorok/ Barnes
Prorok je velitel Raptor týmu, a hráči dává většinu rozkazů a rad. Zhruba v polovině hry se ztratí a tak vám budou úkoly zadávat nadřízení z USS Constitution, nebo Major Strickland. Také má kontrolu nad autodestrukcí nanoobleku když jeho nositel umře, aby nepadl do nepřátelských rukou.
Seržant Michael /Psycho/ Sykes
Přezdívka tohoto člena jednotky Raptor je Psycho. Podle jeho britského akcentu je možné že je členem Britské armády nebo Královského námořnictva, který byl dočasně převelen k Raptor týmu. Jako správný Brit používá slova typu "Hovadina", v situacích kdy chce vyjádřit svůj ostrý nesouhlas.
Poručík Martin /Jester/ Hawker
Jester byl viděn v poslední cutscéně dema (Mise1: Kontakt). Byl zvednut vetřelcem, a odnesen do neznáma. Váš tým ho sledoval a našel jeho tělo o několik set metrů dále, na skále.
Seržant Harold /Azték/ Cortez
Azték byl nalezen mrtev visící na stromě. Azték toho moc neřekl, protože zemřel hned na začátku – byl nalezen korejskou hlídkou, vzápětí nato mimozemskou jednotkou a společně s Korejci zmasakrován.
Helena Rosenthal
Archeoložka, která společně se svým týmem provádí vykopávky na Lingshanových ostrovech. Když však naleznou něco, co není z naší planety, ostrovy obsadí korejské vojsko a celý tým zajmou s úmyslem zjistit o nálezu víc a být tak technologicky napřed. Helena je chytrá dívka, a snaží se kvůli nebezpečí, které nález představuje, další studie Korejcům vymluvit.
Major Clarence Strickland
Jedna z hlavních postav konfliktu s mimozemšťany. Několikrát se také objeví ve hře, přímo na bitevním poli. Je zcela oddán své práci, i když ví, že ho jeho rozhodnutí může stát život. Jeho slova „Jsem voják, klidně budu chodit po vodě, když budu muset“ jen dokazují, jakým hrdinou major Strickland je.
Admirál Richard Morrison
Velící důstojník USS Constitution. Je to čtyř-hvězdičkový US admirál námořnictva. Nepochybně je to nejstarší US důstojník ve hře. Jeho naivita je velká, asi jako letadlová loď, které velí. Za každou cenu a všemi dostupnými prostředky chce zastavit mimozemskou invazi, a ukázat tak vetřelcům, že si vybrali špatnou planetu.
Seržant Keegan
Tento důstojník byl viděn pouze 9. misi Exodus.
Poručík Bradley
Tento důstojník byl viděn pouze v 4. misi Assault.

### Korejci
Korejci jsou ze začátku hlavní příčinou vašeho příjezdu na ostrov. Korejci jsou velmi chytří a umí velmi dobře taktizovat a houževnatě drží svoje pozice, mohou si přivolat i posily. Korejci o vás neví, ale jak se prozradíte, máte problém, protože se jich na vás většinou dost sesype. Bude s nimi svádět boje v džungli i na otevřeném poli pomocí obrněné techniky. A budou na vás dotírat jejich vlezlé bojové vrtulníky.
Generálplukovník Ri Chan Kyong
Generál Kjong stojí v čele korejské armády. Zajal skupinu archeologů a snaží se přijít na to, co se vlastně v hoře skrývá. Myslí si, že je to největší zdroj energie na světě a když ho získá, bude mít Korea neomezené možnosti. Za každou cenu chce Američanům zabránit v tom, aby mu ukradli jeho nález.

### Vetřelci
Mají mimozemské obleky, které jich chrání před vším, co je může na naší planetě potkat.
- Nejmenší dva před mostem jsou skoro stejní, jeden vypadá jako velitel; umí paprskem zmrazovat věci. Většinou vás napadnou robotickými chapadly a taky po vás mohou střílet velmi nepříjemnými „ledovými hroty“.
- Třetí už není žádný drobeček a umí létat, většinou střílí podobnou zbraní jako jeho malý kamarádi, ale má také mnohem účinnější zbraň, která střílí malé černé díry.
- Předposlední stroj je opravdový stroj na smrt. Čtyřnohá potvora velikosti několikapatrového domu. Většinou má zapnutý štít, ale ten se potom naučíte obejít, ale i tak jeho likvidace je oříšek. Má k dispozici stejný arzenál jako předcházející potvora a ještě k tomu vás odhodí chapadly, které vám dokáží udělat škodu.
- Poslední obrovský stroj je opravdu věc, které se budete bát. Je veliký jako půlka letadlové lodě a má obrovský arzenál různých paprsků kromě chapadel.

## Multiplayer

### Módy
INSTANT ACTION (Okamžitá akce)
Tento mód je velice podobný deathmatchi. Ale díky přítomnosti Nanosuitu i v multiplayeru, hra dostává jiný spád a nové zkušenosti. Je napínavější a zahrnuje mnohem více akce. Možnosti a variace hry se celé odvíjí od přítomnosti Nanosuitu. Množství zbraní, příslušenství a vybavení rozmístěných napříč celou mapou nutí hráče k různým taktikám.
POWER STRUGLE (Drsný boj)
Tento herní mód je hlavně o týmové práci a taktice. Za zabití nepřítele nebo obsazení důležitého místa získáváte body, za které si můžete koupit lepší vybavení. Vaším úkolem je vytvořit jadernou zbraň, která zničí nepřátelskou základnu. K tomu musíte obsazovat energetické věže.

## Další zvláštnosti

### Třídy
Crysis podporuje nový systém tříd, který dovolí hráči daleko více možností. Hráč bude mít možnost jakkoliv mixovat či upravovat zbraně, čímž bude moci hrát naprosto, jak se mu zachce.

### Systém poškození
Tanky a letadla již nikdy více, díky Crysis nebudou vládnout bitevnímu poli, a to proto, že byla do hry umístěn systém poškození. V minulých dílech hry, jakmile vozidlo dosáhlo nulové hodnoty zdraví, explodovalo. V Crysis to však bude vypadat o dost reálněji. Pojďme si třeba ve hře zaletět vrtulníkem; pokud havaruje, téměř vždy je již po zlomku sekundy naprosto zničený. Jenže v Crysis, jako ve skutečném životě závisí také na tom, jak vrtulník havaruje.
Vozidla se taky nebudou jen tak objevovat. vaše strana bude muset zabrat vždy určitou oblast aby je mohla vyrábět. Oblasti nebudou pouze jakési pomyslné body na mapě, ale půjde o továrny, přístavy a podobně. Například pokud obsadíte přístav budete mít možnost vyrábět lodě, čluny, ponorky atd. Obsadit určitou oblast bude možné jednoduchým setrváním po určitou dobu v jedné místnosti. Za to také dostanete nějaké peníze. I když už nějakou továrnu obsadíte, neznamená to, že hned započne výroba. Nejdříve si musíte na svém PDA objednat vaše požadované vozítko k čemuž také potřebujete určitý obnos. PDA vám pak dá unikátní kód, což znamená, že vám nikdo nevezme, co jste si objednali. Budete mít ovšem možnost dát případně kód členovi vašeho týmu.
Typy obleků:
- Prototypový oblek – Ten dostanete hned na začátku. Má pouze základní brnění a silové možnosti.
- Nano oblek – K tomu dostanete přístup až pokud budete mít dostatek peněz. Disponuje podstatně lepším brněním a silou a také umí částečně maskovat. Což již ovšem vyžaduje značnou částku peněz.

## Grafické zpracování
Crysis je výjimečné především díky grafice. Crysis využívá grafický engine pojmenovaný CryEngine 2, který byl vyvinut firmou Crytek. CryEngine 2 je první dokončený engine, který spolupracuje s DirectX 10 (a DX9).
CryEngine 2 – výhody:
- Dynamický denní/noční cyklus
- Sluneční paprsky a difuzní prostup (Tato další nová světelná technika má za úkol co možná nejvěrněji simulovat vzhled slunečních paprsků snímaných digitální kamerou, nebo jen viděných okem)
- Měkké stíny
- Měkké částečky
- Rozmazání pohybu
- Hloubka oblasti (Hloubka pole může přímo dramaticky okouzlit hraní. Hloubka pole rozostří ty objekty, které jsou od kamery, či od oka ve větší, nebo menší vzdálenosti, což může být použito také pro zvýraznění části scény, které si má hráč všimnout.)
- Hmotná oblaka (CryEngine 2 obsahuje také tuto součást, která umožňuje objemovou deformaci oblak v reálném čase, která sebou přináší nádherné měkké průlety skrz mraky.)
- Mapy okolí (První real-time implementace nesměrovaného osvětlení přibližujícího se jasnosti okolí svého druhu. Tato technologie umožňuje reálné osvětlení použitím map, s jejíž pomocí nebude Crysis nucen dělat žádné kompromisy kvůli výkonu real-time.)
- Interaktivní prostředí
- Zničitelné objekty
- Pokročilá technologie stínování

## Cheaty
Při hře je možno podvádět s pomocí úpravy konfiguračních souborů *.cfg nacházejících se v adresáři \Crsis\Game\Config.

## Úspěchy
Na přehlídce E3 2008 získal titul Crysis Warhead ocenění BEST FIRST-PERSON SHOOTER – nejlepší First-Person střílečka z přehlídky a také ocenění za BEST GRAPHICS TECHNOLOGY – nejlepší grafické zpracování.

## Pokračování
Crysis je první hra ze třídílné série. Během příběhu Crysis probíhá Crysis Warhead, které není bráno jako plnohodnotné pokračování.
- Crysis Warhead (Multiplayer ke Crysis Warhead je Crysis Wars)
- Crysis 2
- Crysis 3